# Bohn Alajos
Bohn Alajos (Újarad, 1879. november 16. – Baden bei Wien, 1937. január 7.) osztrák származású magyar építész.

## Élete

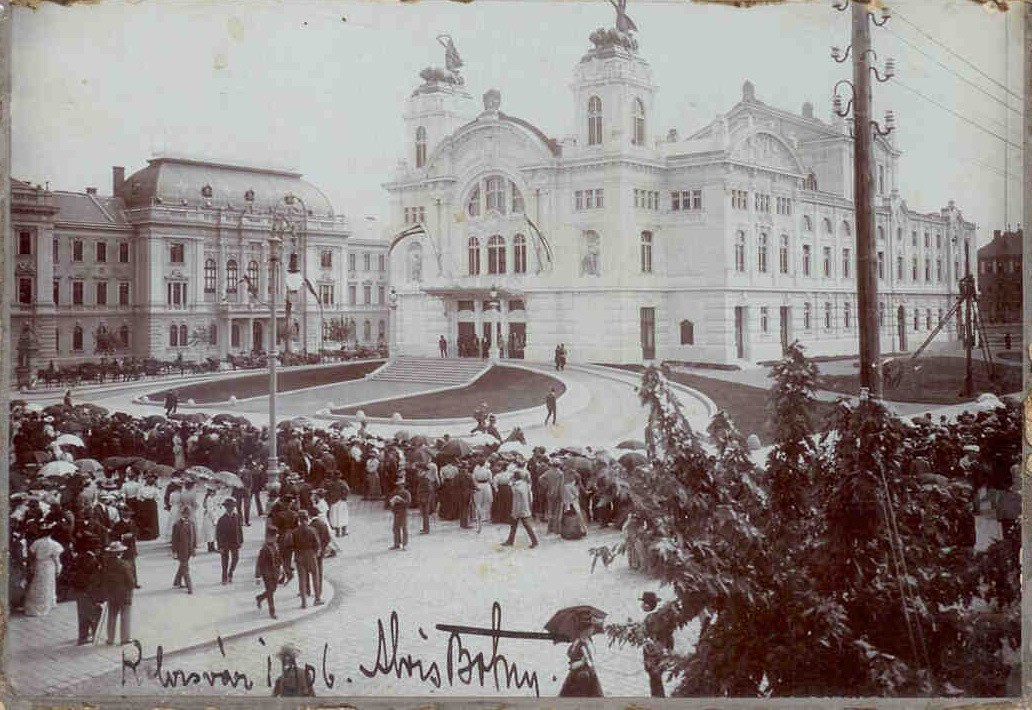
Kolozsvári Nemzeti Színház egykorú képe, Bohn által szignálva

Alois Johann Bohn Johann Bohn zenetanárnak, egy katonazenekar kapellmeisterének legidősebb gyermekeként született. Az apa Lenauheimből (Csatád (Románia)) jött, de aztán felesége szülővárosába, Újaradra költözött, egy nem messze fekvő helyre, ahol tíz gyermeke született, köztük a későbbi építész.
Apja sok hangszeren játszott, s a zenei tehetségű Alois már gyermekkorában megtanult hegedülni. Az apja, Johann Bohn azonban nem rendelkezett tökéletes magyar nyelvtudással, különben képes lett volna pályafutását zenekari karmesterként Budapesten folytatni. Alois Bohn viszont nemcsak németül, hanem magyarul és románul is megtanult.
Bohn már az iskolában főleg rajzolásban jeleskedett, és élete e kezdeti szakaszában nyert néhány díjat is. 1898-tól 1901 márciusa végéig elvégezte a budapesti Műegyetem négy téli félévét.
Ezután néhány építésszel dolgozott együtt. 1894. március 1-jétől 1897. augusztus 28-ig gyakornokként és rajzolóként az aradi szerb építésznél, Tabakovits Emilnél dolgozott. Keresztnevét ettől kezdve magyarul, Alajosként írta alá.
1897. július 1-jétől 1905. február 15-ig ezután a híres budapesti építész, Alpár Ignác irodájában dolgozott,  aki többek között őt bízta meg a városligeti Magyar Mezőgazdasági Múzeum építésének művezetésével. Fellner és Helmer bécsi közös irodát fenntartó építészek Alpár ajánlatára 1904-ben őt kérték fel a Kolozsvári Nemzeti Színház építésének vezetésével, melyet 1906-ra sikeresen teljesített. Nagyon gyümölcsöző volt tevékenysége a Fellner és Helmernél, amely a monarchia határain túl is jól ismert volt. Fontos szerepet játszott néhány műemléki épület tervezésében, és felügyelte építésüket művezetőként, különösen Kolozsvárott.
1910–11-ben a híres szentesi városháza Bohn tervei szerint és az ő irányítása alatt épült. 1910–11-ben Szentesen felépítette a figyelemre méltó kendergyárat és a kenyérgyárat az ún. Huszártorony alatt. A szentesi polgári leányiskola eklektikus stílusú épülete az ő tervei alapján készült, 1912–13-ban. A szigetvári városháza tervpályázatán is részt vett. A Szatmári Iparosifjak Otthona részére emelendő épület tervpályázatán a 400 koronás első díjat Tóásó Pál, a 200 koronás második díjat Bohn építőművész kapta. A vajdahunyadi városi székház tervpályázatán az első díjat ifj. Opaterny Flórissal nyerte el. Kis költségvetésű épületeknél szokatlan módon a szabadkai tanyasi templomok tervpályázatán is szerepelt egy neobarokk tervvel, szintén Opaternyvel.
1903-tól a Magyar Iparművészeti Társulat tagja volt, s a VII. kerület, Dob utca 108. alatt lakott, amíg Magyarországon élt. 1907-ben Baden bei Wienbe költözött, ahol építészstúdiót nyitott, a Frauengassén. Hamarosan számos megrendelést kapott házak és villák építésére. A Badeni Városi Színház építésvezetői állását is megszerezte.
1910 januárjában feleségül vette Ebruster szállodatulajdonos lányát, Brigittét.
1913-ban a Central mozi építését irányította.
Az első világháború kitörésekor a k. u. k. Katonai Építésügyi Minisztérium katonai parancsnoka volt Temesváron, ahol nemcsak a magyar királyi milícia mérnöki feladatait látta el, hanem a műszaki tanácsadó testület tagjaként az egészségügyi bizottság katonai testületét is vezette.
Az első világháború előtt és alatt a felesége Badenben különböző földterületeket vásárolt, köztük Siegenfeldben, Baden közelében, egy tanyát üdülőnek. Bohn felépített egy négyemeletes épületet a felesége és a maga, egy-egy lakóegységet pedig öt gyermeke számára.
1926-ban Badenben létrehozott egy Ausztria határain túl is ismert termálfürdőt, egy tágas létesítményt, hatalmas szabadtéri medencével, széles homokos területekkel és parkkal. Abban az időben ezt az építkezést három hónap alatt, néha 3000 építőmunkással hajtotta végre. A strand még ma is teljes mértékben működik. A második világháború után kéntartalmú víztartályokkal egészítették ki, és hatalmas parkolót építettek hozzá.
A fürdő megépítése évében világszenzációnak számított, mert akkoriban máshol még nem létezett ilyen létesítmény, és számos ország szakértői látogatták meg.
Bohn számos önkéntes szervezet tagja volt. Az Arany érdemkeresztet a koronával és a karddal a szalagon, a bátorságért érdemérmet, a Karl-keresztet, a német vaskereszt II. osztályát stb. is elnyerte.
1937. január 11-én a Bohn-Ebruster család kriptájába, Baden bei Wien városi temetőjében temették el.

## Munkái és tervei
- ̈Magyar Mezőgazdasági Múzeum, Budapest
- Kolozsvári Nemzeti Színház
- Szentesi városháza
- Badeni termálstrand
- A Baden-Trabrennplatz létesítményei
- Palais Musil-Mollenbruck, Baden bei Wien
- Hotel Ebruster, Baden bei Wien
- számos villa és magánház

## Fordítás
Ez a szócikk részben vagy egészben  az   Alois Bohn című német Wikipédia-szócikk ezen változatának fordításán alapul.  Az eredeti cikk szerkesztőit annak laptörténete sorolja fel. Ez a jelzés csupán a megfogalmazás eredetét és a szerzői jogokat jelzi, nem szolgál a cikkben szereplő információk forrásmegjelöléseként.